# チアリーディング

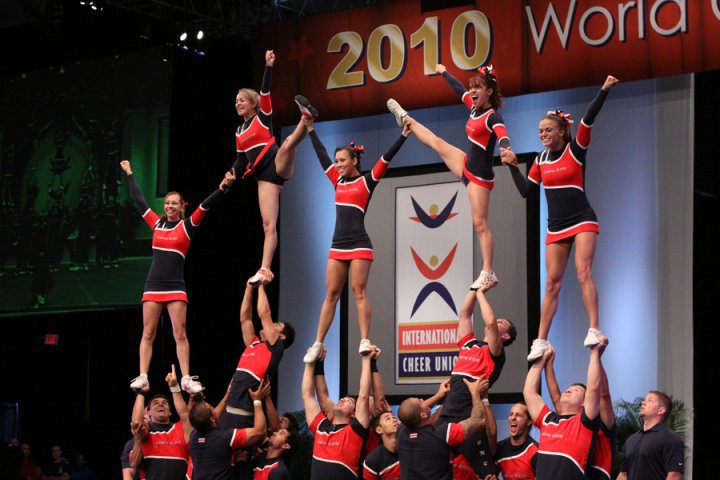
2010年ICU世界チアリーディング選手権大会でのコスタリカチーム

チアリーディング（英: cheerleading）は、チアリーダーが行う団体スポーツ競技。
応援・応援指揮をするチームのチアリーダーたちが行うアクション・応援形態であるチアリーディングから生まれた。近年はコンクールも盛んに行われている。各種大会における競技では、アクロバティックに組み体操をする競技が含まれるものをチアリーディングと呼ぶ。各国各団体では、ダンススポーツとしての括り、チアダンスを含めたチアとしての括り、チアリーディングとしての競技の括りなどで協会やチームが運営されている。そしてチアリーディングはオリンピックの候補種目でもある。

## 世界のチアリーディング
いくつかの国際競技連盟が存在する。最大勢力は国際オリンピック委員会 (IOC) 承認国際競技連盟である国際チア連合（インターナショナルチアユニオン、ICU）。日本での最大勢力日本チアリーディング協会の国際競技連盟国際チアリーディング連盟 (IFC)。他にアメリカに本部を置くチアリーディング団体United Spirit Association (USA) がある。
IFCは国際オリンピック委員会 (IOC) 承認国際競技連盟である世界ダンススポーツ連盟 (WDSF) に加盟しており、チアリーディング競技がオリンピック組織に複数加盟する状態になっていた。2015年4月にICUとWDSFが加盟するスポーツアコード（のちのGAISF）の理事会はチアリーディングの国際競技連盟はICUとしWDSF系列のIFCではないと決定。IFCはWDSFから2019年1月に退会した。

## 日本のチアリーディング
日本では学校のクラブ活動、地域や営利団体のクラブチームで盛んに行われており、複数の協会で地域別の大会や全国大会が開催されている。大会を開催する国内競技連盟は、日本での最大勢力である公益社団法人日本チアリーディング協会 (FJCA) 、一般社団法人Cheer & Dance Education（USAジャパン）、世界での最大勢力ICUの系列である一般社団法人日本スポーツチア&ダンス連盟（チアジャパン）があり、それぞれ独自の大会ルールを規定しており、各種の国際大会への参加もそれぞれ独自に行っている。

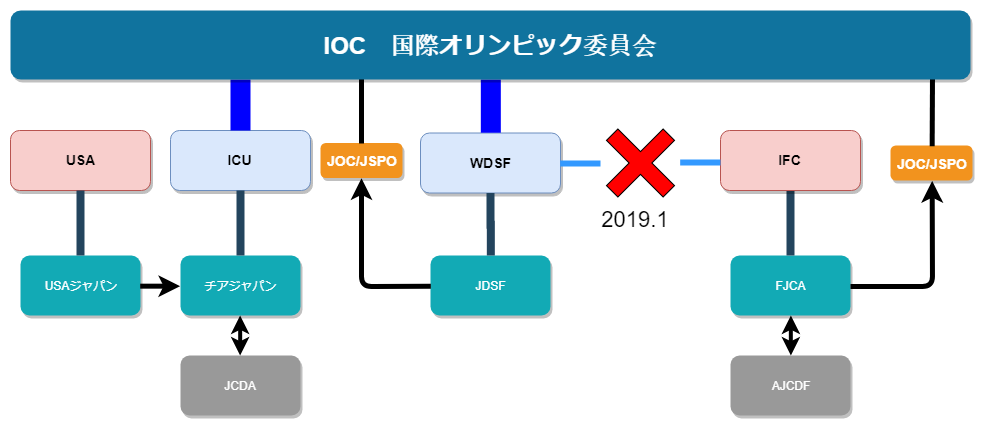
日本でのチアリーディング、チアダンスの競技連盟相関図
IOC:国際オリンピック委員会
ICU:国際チア連合
WDSF:世界ダンススポーツ連盟
IFC:国際チアリーディング連盟
USA:United Spirit Association
JOC:日本オリンピック委員会
JSPO:日本スポーツ協会
USAジャパン:Cheer & Dance Education
チアジャパン:日本スポーツチア&ダンス連盟
FJCA:日本チアリーディング協会
JCDA:日本チアダンス協会
AJCDF:全日本チアダンス連盟

### 日本チアリーディング協会
1987年設立。国際チアリーディング連盟に加盟。日本オリンピック委員会に準加盟。日本スポーツ協会に加盟。（2019年2月現在）
JAPAN CUPチアリーディング日本選手権大会やJOCジュニアオリンピックカップ大会などを開催している。

### Cheer & Dance Education
1988年設立。United Spirit Associationの日本支部United Spirit Association Japan （略称：USAジャパン、USA-Japan）という団体名で、チアリーディング、ソングリーディング、ダンス、ヒップホップなどを推進。
2018年11月、一般社団法人Cheer & Dance Educationを設立。USAジャパンはこの団体の下で活動を続ける。
この団体の大会は、国内のチアリーディング・ダンス等の部門があり地方予選を行い、予選通過をしたチームが日本大会に駒を進める。この大会で基準点を超えたチームはアメリカのディズニーワールドで開催される世界選手権大会に推薦される。

### 日本スポーツチア&ダンス連盟
2010年、一般社団法人日本チアダンス協会とUSAジャパンの協力のもと設立。国際チア連合の日本の国内競技連盟。2019年5月まで日本チアダンス協会と本部を同居していた。

通称チアジャパン。

## チアリーディングの用語
スタンツ
人が人の上に乗ったり空中に飛んだりする組体操のようなアクロバティックな技。1人または複数のベースが、競技フロアより高い位置にトップを支える
タンブリング
競技フロアから始まり、競技フロアで終了する体操技でバク宙などのアクロバット技
ジャンプ
ダンス
モーション
トップ（フライヤー）
スタンツにおいて上に乗るポジション
ベース
スタンツにおいて下で持ち上げるポジション。グループスタンツでは2人必要。メインベースとサブベースが存在する。
スポット
スタンツにおいて後ろで支えるポジション。背の高い人が担当する場合が多い

## 事故
アクロバティックな技による事故も発生しており、危険防止の観点での適切な指導と監督が必要とされる。
チアリーディングにおける危険性
Dangers of cheerleading(en)

## チアリーディングを題材にした作品
テレビドラマ
- GOGO! チアガール（TBSテレビ、1980年）
- 想い出づくり。（TBSテレビ、1981年）
- 天国への応援歌 チアーズ〜チアリーディングにかけた青春〜（日本テレビ、2004年）

アニメ
- 菜なれ花なれ (P.A.WORKS・DMM.com、2024年)

小説
- チア男子!!（朝井リョウ）

漫画
- ごてんばチアリーダーズ（宗我部としのり）
- ゴーゴーダイナマイツ（小池定路）
- ヴァンパイア・チアリーダーズ（アダム・アーノルド / シエイ / マイケル・シェルファー）
- アニマエール!（卯花つかさ）

ミュージカル
- 中野ブロンディーズ（ネルケプランニング、2008年 - ）

ライトノベル
- チアーズ! （赤松中学）

ゲーム
- チアフル! （戯画）

## 雑誌
- レッツチア（三栄書房）休刊